# 阿拉斯加自然科學博物館
阿拉斯加自然科學博物館（英語：Alaska Museum of Science and Nature，AKSCI ）是位於美國阿拉斯加州安克拉治，主要收藏化石的自然历史博物馆。

## 歷史
阿拉斯加自然科學博物館於1994年開館，最初位於安克拉治鷹河一間購物中心內。它在2015年時搬遷到山景城一棟大樓中。

## 展品
博物館設有六個主要展區：黑暗中的恐龍（Dinosaurs of Darkness）、阿拉斯加海洋生物（Alaska Marine Life）、鳥羽（Birds of a Feather）、裸骨（Bare Bones）、冰河時期的阿拉斯加（Ice Age Alaska）、岩石與礦物（Rocks & Minerals）。
在「黑暗中的恐龍」展區中，展示了如鴨嘴龍、角龍類、阿爾伯特龍、迅猛龍等恐龍的骨架與複製品。「海洋生物」展區則有鯨骨與鯨頭骨，其中包括一具白鯨的完整骨架。「鳥羽」展區內設有鳥類繁殖地模型，展示多種鳥類。「裸骨」展區則包含人類骨骼的複製品，並與動物骨骼作比較。「冰河時期的阿拉斯加」展區則展出如美洲獅與劍齒虎等更新世動物的模型。「岩石與礦物」展區則展示了螢光與多彩礦石、隕石，以及來自萨史前森林的化石。
此外，館內還收藏多幅由當地藝術家詹姆斯・海文（James Haven）繪製的實物大小恐龍畫作。

## 外部連結
- 官方网站